# 거트루드 애스터
거트루드 애스터(Gertrude Astor, 1887년 11월 9일 ~ 1977년 11월 9일)는 미국의 배우이다.

## 이력
1906년 연극배우 첫 데뷔하였고 1915년 영화배우 데뷔하였으며 이듬해 1916년 뮤지컬배우 데뷔하였다.